# Ščavnica
Ščavnica je rijeka u Sloveniji. Duga je 56 km,  izvire na Slovenskim goricama kod naselja Zgornja Velka, teče kroz naselja Negova, Sveti Jurij ob Ščavnici,  Gajševci i grad Ljutomer, ulijeva su u Muru kod naselja Razkrižja. Površina njezinoga porječja je 293 km². 